# لوح احمد
لوح احمد یکی از آثار بهاءالله، بنیان‌گذار آئین بهائی است که در زمان اقامت او در ادرنه نگاشته شده‌است. تاریخ دقیق نگارش این لوح مشخص نیست ولی در حدود سال ۱۸۶۵ تخمین زده می‌شود. بهائیان اغلب این لوح را در هنگام مشکلات و سختی‌ها و برای قدرت مقابله با مشکلات می‌خوانند. در یکی از نامه‌هایی که از جانب شوقی ربانی نوشته شده آمده‌است که بهاءالله به این لوح قدرت مخصوصی بخشیده‌است.